# Ponneri
Ponneri är en ort i Indien.   Den ligger i distriktet Thiruvallur och delstaten Tamil Nadu, i den södra delen av landet, 1 700 km söder om huvudstaden New Delhi. Ponneri ligger 12 meter över havet och antalet invånare är 24 756.
Terrängen runt Ponneri är mycket platt. Runt Ponneri är det tätbefolkat, med 550 invånare per kvadratkilometer. Närmaste större samhälle är Kattivākkam, 18,9 km sydost om Ponneri. Omgivningarna runt Ponneri är en mosaik av jordbruksmark och naturlig växtlighet.